# Черни, Майкл
Майкл Черни (англ. Michael Czerny; род. 18 июля 1946, Брно, Чехословакия) — канадский куриальный кардинал, иезуит. Заместитель секретаря Секции по делам мигрантов и беженцев Дикастерии по содействию целостному человеческому развитию с 16 декабря 2016 по 1 января 2022. Про-префект Дикастерии по содействию целостному человеческому развитию с 1 января по 23 апреля 2022. Префект Дикастерии по содействию целостному человеческому развитию с 23 апреля 2022. Титулярный архиепископ Беневенто с 26 сентября по 5 октября 2019. Кардинал-дьякон с титулярной диаконией Сан-Микеле-Арканджело с 5 октября 2019.

## Ранние годы, образование и священство
Майкл Черни родился в Брно, в Чехословакии 18 июля 1946 года. После окончания в 1963 году средней школы имени Игнатия Лойолы в Монреале Черни присоединился к иезуитам. 9 июня 1973 года он был рукоположен в священники в провинции иезуитов Канады в Онтарио. Он получил докторскую степень по междисциплинарным исследованиям в Чикагском университете в 1978 году.

## Социальная деятельность
В 1979 году Черни основал в Торонто иезуитский форум за социальную веру и справедливость, где он был директором до 1989 года. Затем он стал вице-президентом Центральноамериканского университета в Сан-Сальвадоре и директором Института по правам человека. С 1992 года по 2002 год Черни служил в Секретариате по делам социальной справедливости и экологии в иезуитской генеральной курии в Риме.
В 1992 году он основал Африканскую сеть по борьбе со СПИДом иезуитами, преподавая в университетском колледже Хекима в Найроби до 2005 года. С 2005 года по 2010 год он преподавал в университетском колледже Хекима в Найроби. В 2009 году он утверждал, что презервативы были неэффективными в предотвращении распространения ВИЧ-инфекции среди населения Африки, несмотря на их успехи «за пределами Африки и среди идентифицируемых подгрупп (например, проституток, гомосексулистов)».

## На работе в Римской курии
С 2010 года по 2016 год Черни работал в Папском Совете справедливости и мира  в качестве консультанта кардинала Питера Тарксона.
14 декабря 2016 года Папа Франциск назначил Майкла Черни заместителем секретаря Секции по делам мигрантов и беженцев Дикастерии по содействию целостному человеческому развитию с 1 января 2017 года. Обсуждая свою новую должность, он назвал миграцию «одним из наиболее важных и насущных человеческих явлений нашего времени», добавив: «Вряд ли на планете есть место, которое не затронуло бы это явление. Действительно, хотя многие об этом не знают сегодня и в России и в Китае перемещается больше людей, чем в любой другой части мира». В октябре Франциск назначил его голосующим членом Синода епископов, посвященного молодежи, вере и профессиональному различию в октябре 2018 года.
В октябре 2018 года, желая, чтобы люди не поддавались нагнетающему страху, и осознали, что проблема миграции сегодня разрешима, Черни сказал, что риторика, используемая для описания миграции и перемещения беженцев, вводит в заблуждение. Он сказал: «Это не кризис. Это серия злоупотреблений, плохой политики и корыстных манипуляций. Цифры, о которых мы говорим, даже в общем масштабе, вовсе не так велики».
4 мая 2019 года Папа Франциск назначил его одним из двух специальных секретарей Синода епископов в октябре 2019 года для Панамазонского региона.

## Кардинал
1 сентября 2019 года Папа Франциск, во время чтения Angelus объявил о возведении в кардиналы 13 прелатов, среди них монсеньор Майкл Черни. Черни был удивлен объявлением, которое он услышал в Гуарареме, Бразилия, во время встречи с представителями движения безземельных рабочих для подготовки к Синоду. В соответствии с нормой, согласно которой все кардиналы должны быть епископами, Папа Франциск посвятил Черни в епископы 4 октября 2019 года, сделав его титулярным архиепископом Беневенто. Со-консекраторами были кардинал Пьетро Паролин — государственный секретарь Святого Престола и Питер Тарксон — префект Дикастерии по содействию целостному человеческому развитию.
5 октября 2019 года  Папа Франциск возвёл его в кардиналы-дьяконы с титулярной диаконией Сан-Микеле-Арканджело.

## Префект Дикастерии
23 декабря 2021 года Папа Франциск назначил его исполняющим обязанности префекта Дикастерии по содействию целостному человеческому развитию. Это назначение вступит в силу с 1 января 2022 года.
После вторжения России на Украину в марте 2022 года кардинал Майкл Черни был направлен Папой Франциском с гуманитарной помощью на Украину вместе с папским распределителем милостыни кардиналом Конрадом Краевским. Эта миссия, состоявшая из нескольких поездок, считалась весьма необычным ходом дипломатии Ватикана.
23 апреля 2022 года Папа Франциск утвердил кардинала Черни в должности префекта Дикастерии по содействию целостному человеческому развитию.